# Portière antagoniste

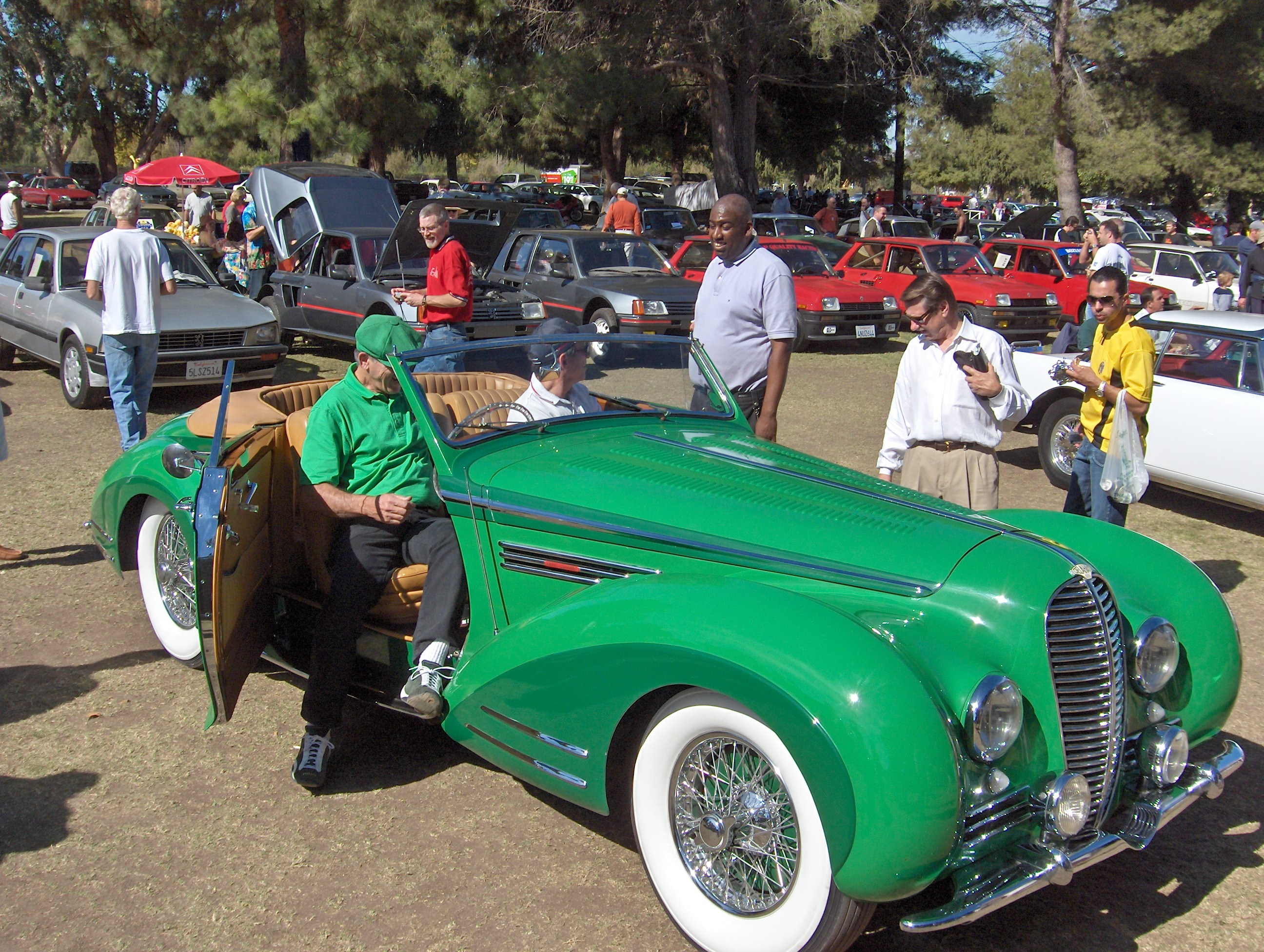
Une portière antagoniste sur une Delahaye Type 135.

Une portière antagoniste, ou portière à ouverture inversée, est un type de portière d'automobile articulée à l'arrière d'un véhicule plutôt qu'à l'avant,. Ces portières étaient à l'origine utilisées sur les voitures hippomobiles et plus rarement sur les voitures à moteur, notamment parce qu'elles apparaissaient moins sûres qu'une portière à charnière avant.
En argot anglais ce type de portière est également appelé « portière suicide » (suicide door) mais les constructeurs automobiles lui préfèrent d'autres appellations plus flatteuses (flexdoors, freestyle doors, coach doors).

## Histoire
Les portières antagonistes étaient courantes sur les voitures fabriquées dans la première moitié du XXe siècle, parfois plus récemment (telle la Saab 93). Le terme de porte ou portière « suicide » (en anglais, suicide door) est lié au danger que pouvait représenter leur ouverture. En effet, avant la généralisation des ceintures de sécurité, l'ouverture accidentelle de telles portières pouvait entraîner une chute du véhicule, d'autant plus que le flux d'air les poussaient à s'ouvrir davantage contrairement à des portières articulées par l'avant.
Les portières antagonistes étaient particulièrement associées aux gangsters dans les années 1930, parce qu'elles leur permettaient, selon Dave Brownell, l'ancien rédacteur en chef du Hemmings Motor News, d'éjecter facilement des passagers hors du véhicule.
Après la Seconde Guerre mondiale, l'utilisation des portières antagonistes fut principalement limitée aux portières arrière des berlines à quatre portes. Parmi les modèles les plus connus d'automobiles américaines à portières antagonistes, il est possible de citer la Lincoln Continental  (1961-1969), la Cadillac Eldorado Brougham (1956-1959) ou la Ford Thunderbird (1967-1971) . Cependant, de nombreux véhicules de grande production après guerre possèdent des portières antagonistes, telles la Renault 4CV ou la Citroën 2 CV.

## Utilisation contemporaine

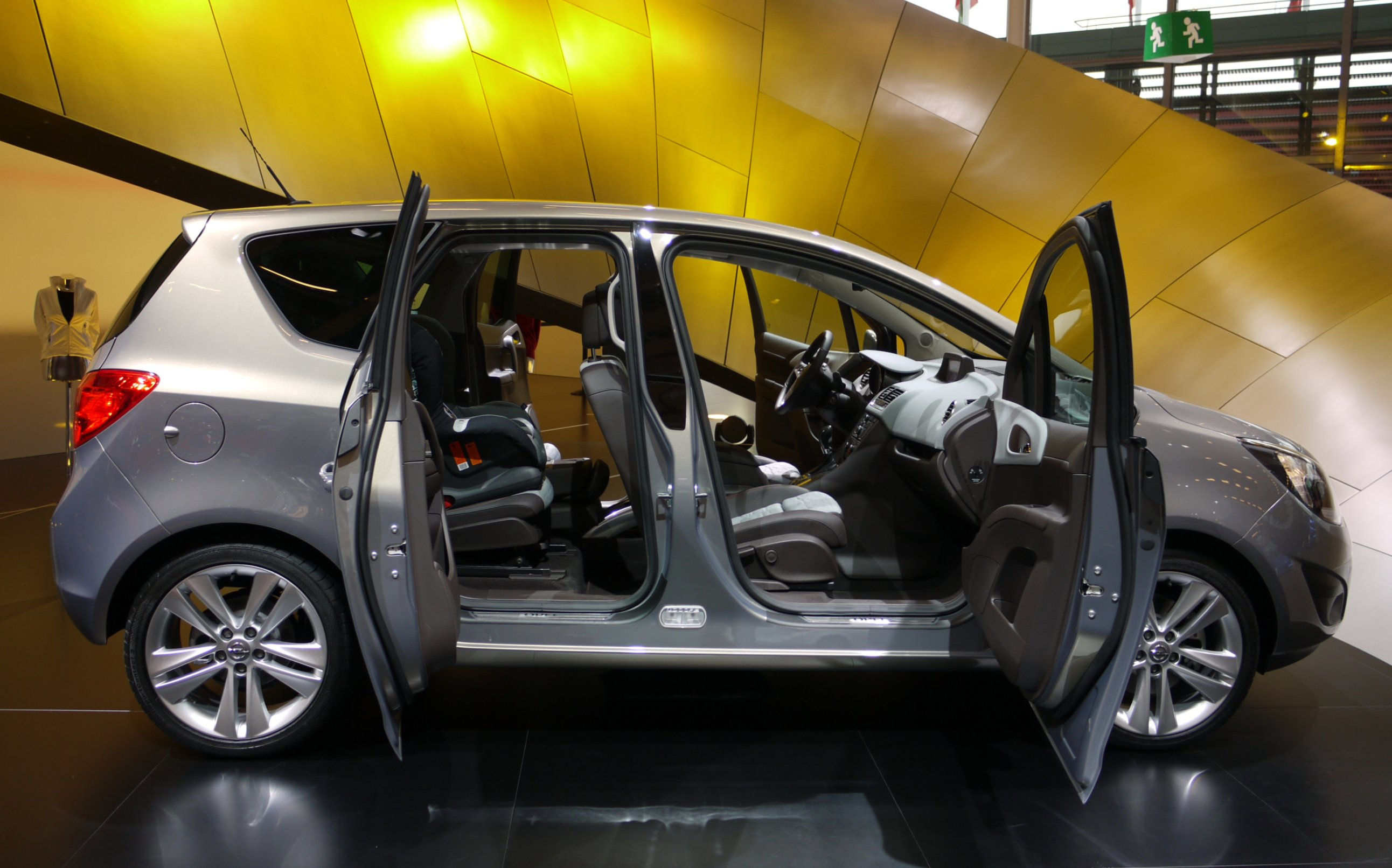
Opel Meriva B de 2010.

L'utilisation de portières antagonistes sur des véhicules contemporains a d'abord été limitée aux pick-ups. Le Ford F-150, par exemple, est sorti en 2021 avec des portières antagonistes en option. Certaines voitures de luxe proposent aussi des portières antagonistes à l'instar de la Rolls-Royce Phantom de 2003. Parmi les modèles de luxe à portières antagonistes on peut aussi citer la Spyker D8 ou la Rolls-Royce Phantom Drophead Coupé. Des voitures plus ordinaires comme l'Opel Meriva B ont également été dotées de portières antagonistes. Certains constructeurs chinois de véhicules électriques ont aussi opté pour des portières antagonistes comme sur la Singulato iS6, sortie en 2018 ou la HiPhi X, sortie en 2020,. La firme Lincoln, pour sa part, a annoncé qu'elle fabriquerait 80 Continental 2019 en édition limitée avec des portières antagonistes.
Ces dernières années, des portières antagonistes sécurisées se sont développées, leur ouverture ne peut être faite qu'après celle des portières avant. Il s'agit par exemple du cas de la Saturn SC, du Saturn Ion Quad Coupé, du Honda Element, de la Toyota FJ Cruiser, de la BMW i3, ou encore des Mazda RX-8 et MX-30 . De telles portières sont aussi appelées clamshell doors.
Plusieurs concept-cars utilisent des portières antagonistes comme sur la Lincoln C ou la Carbon Motors Corporation E7, une voiture de police avec des portières arrière antagonistes conçues pour aider les agents faire entrer et sortir des passagers menottés de la banquette arrière.
La Citroën Ami (2020) bénéficie de portes à ouvertures contraires, classique pour le passager et antagoniste pour le conducteur, afin d'utiliser un même modèle de porte des deux côtés du véhicule, pour réduire les coûts de production.

## Avantages et inconvénients

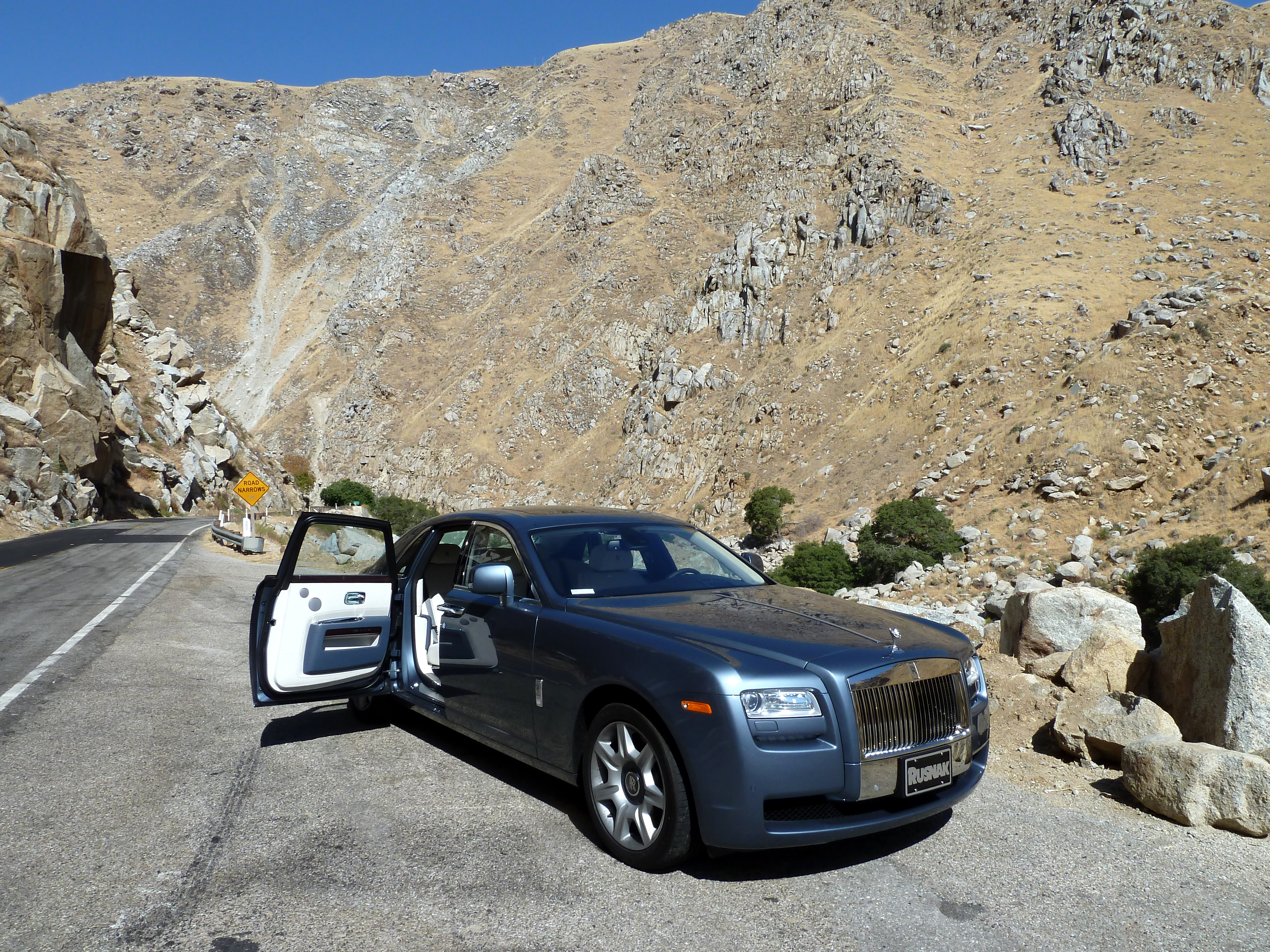
Une portière antagoniste arrière ouverte sur une Rolls-Royce Ghost.

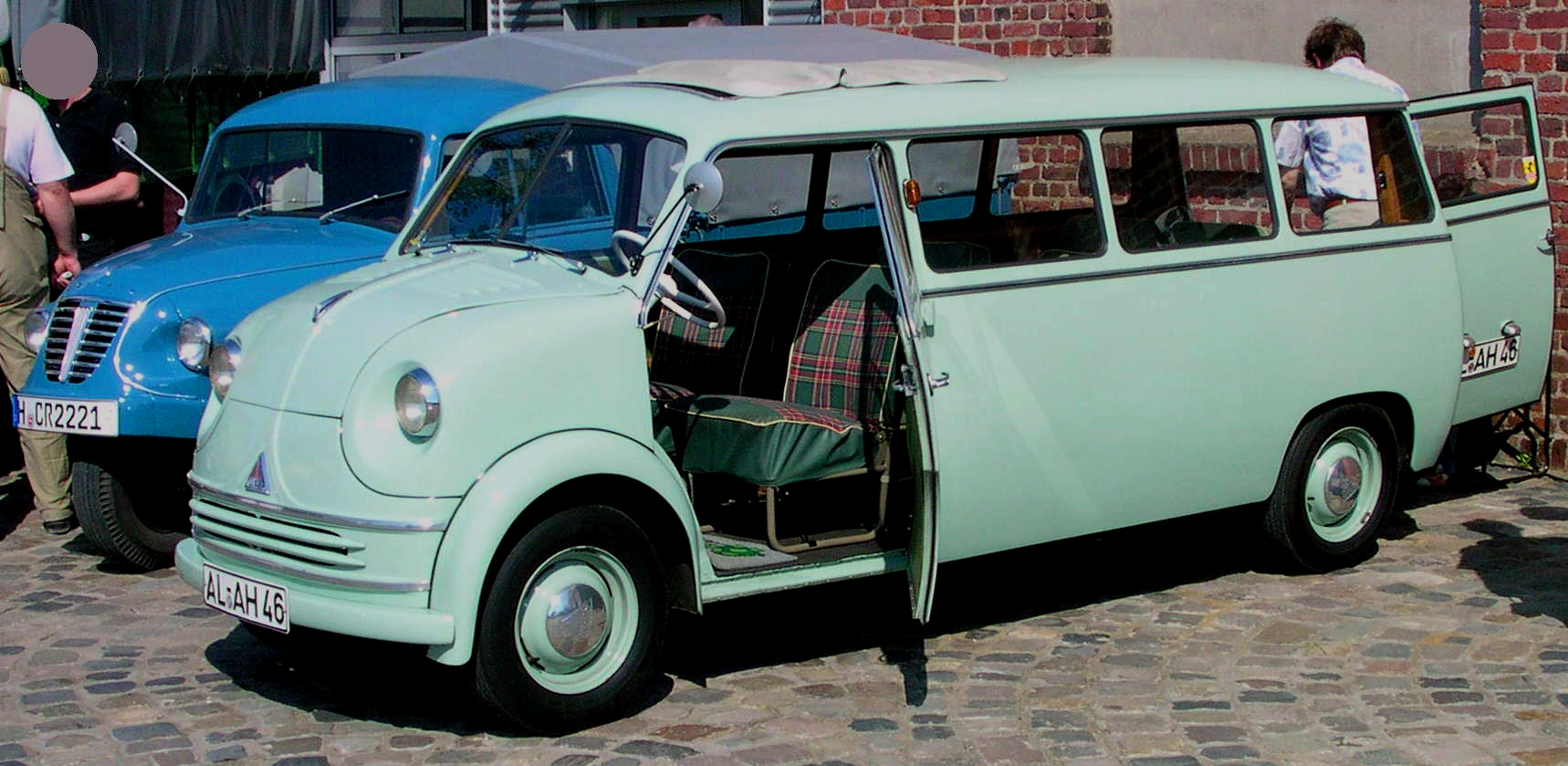
Un van Lloyd LT 600 avec une portière avant antagoniste.

Les portières arrière antagonistes facilitent l'entrée et la sortie des passagers d'un véhicule et sont aussi plus faciles à ouvrir pour un chauffeur. Sur les taxis Austin FX4, les chauffeurs pouvaient même atteindre la poignée de porte extérieure arrière par la fenêtre sans sortir du véhicule.
De plus, les portières arrière antagonistes facilitent l'installation d'un siège enfant, tout en étant moins chères et plus simples que les portières coulissantes couramment installées sur les monospaces.
Lorsque les portières antagonistes sont à la fois situées à l'avant et à l'arrière, leur ouverture simultanée peut compliquer l'entrée ou la sortie des utilisateurs du véhicule.
Il existe également un certain nombre de risques pour la sécurité :
- La force aérodynamique peut entraîner l'ouverture accidentelle des portes antagonistes, un tel incident a par exemple été signalé en 1969 par le Consumer Reports sur une Subaru 360[12].

- Si une personne qui ne porte pas de ceinture de sécurité tombe d'une voiture en mouvement avec une portière antagoniste, celle-ci peut la retenir après sa chute et la traîner sur la route causant de graves blessures.

Les constructeurs automobiles prévoient généralement ces risques avec des dispositifs de sécurité tels que les ceintures de sécurité et des verrous qui ne permettent l'ouverture des portières arrière qu'après celle des portières avant.

## Voir également
- Porte papillon
- Porte à ouverture en élytre